# Cheng Xiaoni
Cheng Xiaoni (* 5. Januar 1983 in Liaoning) ist eine ehemalige chinesische Biathletin und Skilangläuferin.
Cheng Xiaoni bestritt ihre ersten internationalen Biathlonrennen zum Auftakt der Saison 1999/2000 des Biathlon-Weltcups in Hochfilzen. Dort wurde sie in seinem ersten Rennen 76. des Einzels. Höhepunkt der Saison wurden die Biathlon-Juniorenweltmeisterschaften 2000 in Hochfilzen. Dort wurde die Chinesin 61. des Einzels, 43. des Sprints sowie 23. der Verfolgung. Mit Liu Yuanyuan und Huo Li gewann sie zudem die Bronzemedaille im Staffelrennen. Ihre besten Resultate erreichte Cheng in der folgenden Saison 2000/2001. In Hochfilzen wurde sie an der Seite von Yu Shumei, Liu Xianying und Kong Yingchao im Staffelrennen Fünfte, in Oslo 37. eines Sprints. Schon zuvor startete sie bei den Biathlon-Weltmeisterschaften 2001 in Pokljuka und wurde dort 45. des Einzels, 32. des Sprints, 38. des Verfolgungsrennens und in derselben Staffelbesetzung wie beim Erreichen des fünften Ranges im Weltcup Zehnte. Der 32. Platz im Sprint war ihr bestes internationales Ergebnis. Cheng startete 2003 nochmals in Kościelisko bei Juniorenweltmeisterschaften, bei denen sie 14. des Einzels, 33. des Sprints, 18. der Verfolgung und mit Yin Qiao und Dong Xue Sechste im Staffelwettkampf wurde. Letzte internationale Meisterschaft wurden die Biathlon-Weltmeisterschaften 2004 in Oberhof. Cheng wurde nur noch im Staffelrennen eingesetzt und erreichte an der Seite von Liu Xianying, Kong Yingchao und Hou Yuxia den elften Platz.
In der Saison 2004/05 wechselte Cheng zum Skilanglauf. Zunächst nahm sie an mehreren Rennen des Far East Cup teil, später an den Rennen der Winter-Universiade 2005 von Seefeld. Im Freistil-Sprint wurde sie 56., über 5 Kilometer Freistil 61. Im Far Erast Cup konnte sie im Dezember 2004 in Changchun ein Sprintrennen gewinnen.

## Biathlon-Weltcup-Platzierungen
Die Tabelle zeigt alle Platzierungen (je nach Austragungsjahr einschließlich Olympische Spiele und Weltmeisterschaften).
- 1.–3. Platz: Anzahl der Podiumsplatzierungen
- Top 10: Anzahl der Platzierungen unter den ersten zehn (einschließlich Podium)
- Punkteränge: Anzahl der Platzierungen innerhalb der Punkteränge (einschließlich Podium und Top 10)
- Starts: Anzahl gelaufener Rennen in der jeweiligen Disziplin

| Platzierung         | Einzel | Sprint | Verfolgung | Massenstart | Staffel | Gesamt |
| ------------------- | ------ | ------ | ---------- | ----------- | ------- | ------ |
| 1. Platz            |        |        |            |             |         |        |
| 2. Platz            |        |        |            |             |         |        |
| 3. Platz            |        |        |            |             |         |        |
| Top 10              |        |        |            |             | 7       | 7      |
| Punkteränge         |        |        |            |             | 10      | 10     |
| Starts              | 9      | 19     | 6          |             | 12      | 46     |
| Stand: Karriereende |        |        |            |             |         |        |